# Karbapenemer
Karbapenemer är en grupp av antibiotika och ingår i den större gruppen betalaktamantibiotika. 
Karbapenemer har ett mycket brett antibakteriellt spektrum vilket innebär att de har effekt mot ett stort antal olika bakteriearter, både grampositiva och gramnegativa bakterier. På grund av detta är karbapenemer användbart för empirisk behandling vid allvarliga bakteriella infektionstillstånd där orsakande bakterie är okänd. Exempel på tillstånd där karbapenemer används frekvent är sepsis med bukfokus, neutropen feber, meningit eller andra svåra infektioner med okänt agens. Dock kan karbapenemer inte användas vid alla typer av infektioner eftersom de har vissa luckor i sin täckning. Exempel på bakterier som naturligt är resistenta mot karbapenemer är Enterococcus faecium, Clostridioides difficile, Legionella pneumophila och Mycoplasma pneumoniae.

## Exempel på karbapenemer
- Meropenem
- Imipenem
- Ertapenem[3]